# Bahnhof des Jahres
Bahnhof des Jahres (in tedesco: "Stazione dell'anno") è un premio assegnato annualmente dall'associazione tedesca Allianz pro Schiene alla stazione ferroviaria tedesca che offre i migliori servizi per l'utenza.
Il premio è assegnato annualmente a due stazioni, suddivise nelle categorie Großstadtbahnhof (per le città maggiori di 100.000 abitanti) e Kleinstadtbahnhof (per le città più piccole). Nel 2012 è stata creata un'ulteriore categoria, il Sonderpreis Tourismus ("premio speciale turismo"), per le stazioni di località turistiche.

## Elenco delle stazioni premiate
2004
- Großstadtbahnhof: Hannover Centrale
- Kleinstadtbahnhof: Lübben (Spreewald)

2005
- Großstadtbahnhof: Mannheim Centrale
- Kleinstadtbahnhof: Weimar

2006
- Großstadtbahnhof: Amburgo Dammtor
- Kleinstadtbahnhof: Oberstdorf

2007
- Großstadtbahnhof: Berlino Centrale
- Kleinstadtbahnhof: Landsberg (Lech)

2008
- Großstadtbahnhof: Karlsruhe Centrale
- Kleinstadtbahnhof: Schwerin Centrale

2009
- Großstadtbahnhof: Erfurt Centrale
- Kleinstadtbahnhof: Uelzen

2010
- Großstadtbahnhof: Darmstadt Centrale
- Kleinstadtbahnhof: Baden-Baden

2011
- Großstadtbahnhof: Lipsia Centrale
- Kleinstadtbahnhof: Halberstadt

2012
- Großstadtbahnhof: Brema Centrale
- Kleinstadtbahnhof: Aschaffenburg Centrale
- Sonderpreis Tourismus: Bad Schandau

2013
- Großstadtbahnhof: Gottinga
- Kleinstadtbahnhof: Oberursel (Taunus)
- Sonderpreis Tourismus: Murnau

2014
- Großstadtbahnhof: Dresda Centrale
- Kleinstadtbahnhof: Hünfeld

2015
- Alltagsmobilität: Marburg (Lahn)
- Tourismusbahnhof: Obstfelderschmiede e Lichtenhain

2016
- Bahnhof des Jahres: Stralsund Centrale
- Kleinstadtbahnhof: Steinheim (Westfalen)

2017
- Bahnhof des Jahres: Wittenberg
- Tourismusbahnhof: Bayerisch Eisenstein

2018
- Bahnhof des Jahres: Eppstein
- Bahnhof des Jahres: Winterberg

2019
- Bahnhof des Jahres: Bad Bentheim
- Sonderpreis: Cuxhaven

2020
- Bahnhof des Jahres: Altötting
- Sonderpreis: Rottenbach

2021
- Bahnhof des Jahres: Cottbus Centrale
- Sonderpreis: Ostseebad Kühlungsborn Ovest

2022
- Bahnhof des Jahres: Coburgo

2023
- Bahnhof des Jahres: Halle (Saale) Centrale
- Bahnhof des Jahres: Nordhorn